# Smittia akanduodecima
Smittia akanduodecima är en tvåvingeart som beskrevs av Sasa och Kamimura 1987. Smittia akanduodecima ingår i släktet Smittia och familjen fjädermyggor. Inga underarter finns listade i Catalogue of Life.